# Гарсия, Иван (прыгун в воду)
Иван Алехандро Гарсиа Наварро (исп. Iván Alejandro García Navarro, род. 25 октября 1993, Гвадалахара) — мексиканский прыгун в воду. Серебряный призёр Олимпийских игр 2012, вице-чемпион мира 2015 года в синхронных прыжках с вышки, трёхкратный чемпион Панамериканских игр, двукратный чемпион игр Центральной Америки и Карибского бассейна. Специализируется в прыжках с 10-метровой вышки.

## Спортивная карьера
В 2009 году Иван Гарсия участвовал на чемпионате мира в синхронных прыжках с вышки, но занял восьмое место.
В 2010 году завоевал «бронзу» на юношеской Олимпиаде в прыжках с вышки, выиграл золотую медаль на играх Центральной Америки и Карибского бассейна в синхронных прыжках.
В 2011 году выиграл две золотых медали на Панамериканских играх, участвовал на чемпионате мира, где занял 7 -е место в индивидуальном первенстве и в синхронных прыжках.
В 2012 году на Олимпийских играх в Лондоне выиграл серебряную медаль в синхронных прыжках с вышки вместе с Херманом Санчесом, уступив в финале лишь китайскому дуэту. В индивидуальных соревнованиях Иван Гарсия занял 7-е место.
В 2013 году завоевал 2 бронзовых медали на Универсиаде в Казани, на чемпионате мира занял 5-е место в индивидуальных прыжках и остановился в шаге от медали в синхроне, уступив менее 3 баллов в борьбе за бронзу китайцам Цао Юаню и Чжану Яньцюаню.
В 2015 году выиграл золотую медаль на Панамериканских играх в прыжках с вышки и серебряную медаль чемпионата мира в синхронных прыжках, а в индивидуальных прыжках занял 4-е место.